# Win a Fight
Win a Fight, estilizada como WIN A FIGHT, é uma canção de Hironobu Kageyama lançada em single pela Polystar em 1º de agosto de 1999.

## Produção
O single possui duas faixas, a canção e sua versão instrumental para karaokê. A música foi usada como a segunda abertura da série animada Bakukyuu Renpatsu!! Super B-Daman.
"Win a Fight" foi composta por Toshiaki Matsumoto, compositor de canções para inúmeros animes, como Ranma 1/2 e Virtua Fighter, além de ter trabalhado com grandes nomes da música japonesa, como Yoko Takahashi, Crystal Kay e Mitsuko Horie. Mitsuko Shiramine, que já trabalhou com estrelas como Yoko Ishida e Megumi Hayashibara, ficou encarregado das letras. Os arranjos foram feitos por Motoyoshi Iwasaki, responsável por dezenas de músicas de diferentes animes.

## Recepção
O site Maakutsuu criticou a duração da música quando usada nas transmissões do anime, considerando-a demasiadamente curta.

## Legado
A música figura em álbuns da trilha sonora do anime, como Bakukyu Renpatsu Super B-Daman Sound Show Case B-Daman Ongakudai Zenshuu.

## Faixas
| N.º            | Título                           | Letras            | Música             | Arranjo           | Duração |  |
| 1.             | "WIN A FIGHT"                    | Mitsuko Shiramine | Toshiaki Matsumoto | Motoyoshi Iwasaki | 3:13    |  |
| 2.             | "WIN A FIGHT (Original Karaoke)" | instrumental      | T. Matsumoto       | M. Iwasaki        | 3:10    |  |
| Duração total: | Duração total:                   | Duração total:    | Duração total:     | Duração total:    | 6:23    |  |